# Torre Sineira (Leiria)
|                                            |  |                               |
| Torre sineira (vista anterior ao restauro) |  | Torre sineira (após restauro) |

A Torre sineira de Leiria (1772) é uma torre sineira em estilo barroco e localiza-se no Largo D. Manuel de Arriaga, na cidade portuguesa de Leiria; tem a particularidade de estar separada da Sé dessa cidade.

## Historial / Características
A sua construção data de 1772, a mando do bispo D. Frei Miguel de Bulhões e Sousa. Foi construída sobre o baluarte da Porta do Sol, o acesso principal ao castelo, e a habitação seria construída no arco da dita porta.
A torre foi, assim, construída para que pudesse ser ouvida em zonas mais afastadas da cidade, como aquela onde se situava o convento e igreja de São Francisco e para onde começava a haver crescimento urbano.
A torre sineira, em estilo barroco, é quadrangular e no topo é constituída por uma pirâmide, tendo no seu cimo um anjo como cata-vento. Os seus seis sinos (2 em cada face), foram mandados fundir nas oficinas de João Craveiro pelo bispo D. Manuel Aguiar; durante muito tempo o maior foi ainda usado para anunciar incêndios e outros acontecimentos de vulto, através do deciframento das badaladas.
O piso térreo da torre já foi usado como prisão; no edifício anexo situa-se a atual esquadra da polícia.
Em 23 de outubro de 2014, a Sé de Leiria, incluindo o claustro, adro envolvente, a torre sineira e a casa do sineiro, foi classificada como monumento nacional. 